# 金七福
金 七福（キム　チルボク、Kim Chil-Bok）は、韓国の柔道選手。階級は軽中量級。

## 人物
1969年に、メキシコシティで開催された世界選手権軽中量級では、準決勝で河野義光に優勢負けするものの銅メダルを獲得した。

## 主な戦績
- 1969年 - 世界選手権　3位